# (208) Lacrimosa
(208) Lacrimosa és un asteroide pertanyent al cinturó d'asteroides descobert el 21 d'octubre de 1879 per Johann Palisa des de l'observatori de Pula (Croàcia).
Està anomenat així per la paraula en llatí per llàgrima.
Forma part de la família d'asteroides de Coronis.